# Lingue barito-mahakam
Le lingue barito-mahakam sono un sottogruppo di lingue del ramo delle lingue maleo-polinesiache appartenenti al gruppo austronesiano. 
Sono parlate in alcune zone del Kalimantan, sull'isola del Borneo in Indonesia. 

## Classificazione
La classificazione del gruppo barito-mahakam è discussa, infatti, queste lingue sono spesso presentate come apparentate agli altri gruppi di lingue barito del Borneo per formare il gruppo detto gran barito. Per altri linguisti, come Ross e Adelaar, invece questa affinità non esisterebbe e quindi le due lingue barito-mahakam formerebbero un sottogruppo autonomo delle lingue maleo-polinesiache occidentali. 

## Lista delle lingue
Le lingue che formano il gruppo barito-mahakam sono due :
- Lingua amapanang [codice ISO 639-3 apg]
- Lingua tunjung [tjg]